# Lapidaria margaretae
Lapidaria es un  género monotípico de plantas suculentas perteneciente a la familia Aizoaceae, endémico de Sudáfrica. Tiene una especie: Lapidaria margaretae (Schwantes) Dinter & Schwantes.

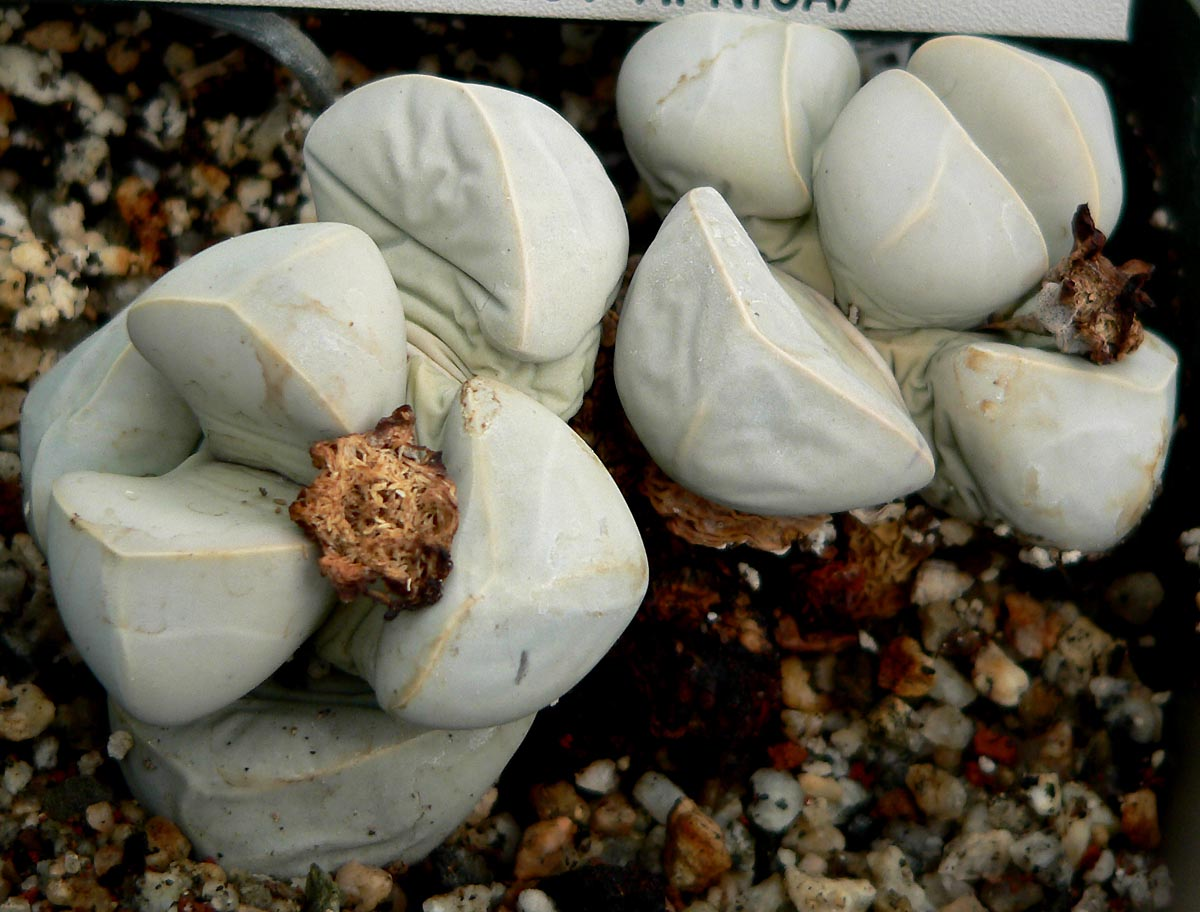
Vista de la planta

## Descripción
Es una pequeña planta suculenta perennifolia que forma rosetas con hojas carnosas. Produce unas flores de color amarillo, con una tamaño de 8 cm de altura. Se encuentra a una altitud de   660 - 1100 metros en Sudáfrica y Namibia.

## Taxonomía
Lapidaria margaretae fue descrita por (Schwantes) Dinter & Schwantes, y publicado en Möller's Deutsche Gärtner-Zeitung 42: 223. 1927.
- Mesembryanthemum margaretae Schwantes (1919) basónimo
- Argyroderma roseatum N.E.Br. (1922)[2][3]